# Angel Stojanow (Skispringer)
Angel Stojanow (bulgarisch Ангел Стоянов; * 23. Juni 1958 in Samokow) ist ein ehemaliger bulgarischer Skispringer.

## Werdegang
Stojanow gab sein internationales Debüt am 30. Dezember 1979 beim Auftaktspringen zur Vierschanzentournee 1979/80. Damit gab er zudem sein Debüt im Skisprung-Weltcup. Stojanow gelang es während der gesamten Tournee nicht, auf vordere Platzierungen zu springen. Bestes Einzelresultat war Rang 70 auf der Großen Olympiaschanze in Garmisch-Partenkirchen. In der Gesamtwertung erreichte er Platz 91.
Nach einigen Jahren internationaler Pause startete er bei der Vierschanzentournee 1983/84 erneut international. Jedoch konnte er erneut in keinem der vier Springen überzeugen. Erneut gelang ihm in Garmisch-Partenkirchen das beste Resultat. In der Gesamtwertung belegte er am Ende der Tournee Rang 83.
Sein letztes internationales Turnier bestritt Stojanow mit dem Start bei den Olympischen Winterspielen 1984 in Sarajevo. Von der Normalschanze erreichte er mit Sprüngen auf 72,5 und 77 Metern ebenso wie von der Großschanze mit Sprüngen auf 82 und 77 Meter jeweils den 49. Platz.

## Erfolge

### Vierschanzentournee-Platzierungen
| Saison  | Platz | Punkte |
| ------- | ----- | ------ |
| 1979/80 | 91.   | 303,7  |
| 1983/84 | 83.   | 254,8  |